# ISS-Expedition 5
ISS-Expedition 5 ist die Missionsbezeichnung für die fünfte Langzeitbesatzung der Internationalen Raumstation (ISS). Die Mannschaft lebte und arbeitete vom 7. Juni bis zum 2. Dezember 2002 an Bord der ISS.

## Mannschaft
- Waleri Grigorjewitsch Korsun (2. Raumflug), ISS-Kommandant 10. Juni bis 29. November 2002 (Roskosmos/Russland)
- Peggy Whitson (1. Raumflug), Bordingenieurin (NASA/USA)
- Sergei Jewgenjewitsch Treschtschow (1. Raumflug), Bordingenieur (Roskosmos/Russland)

### Ersatzmannschaft
- Alexander Jurjewitsch Kaleri, Kommandant (Roskosmos/Russland)
- Scott Kelly, Bordingenieur (NASA/USA)
- Dmitri Jurjewitsch Kondratjew, Bordingenieur (Roskosmos/Russland)

## Missionsbeschreibung
Die fünfte Langzeitbesatzung der ISS traf am 7. Juni am neuen Arbeitsplatz ein und übernahm drei Tage später offiziell die Amtsgeschäfte. An den ersten Tagen war man mit dem Entladen der Fracht, dem Einbau neuer Experimente sowie der Unterstützung der Außenbordarbeiten der beiden Endeavour-Astronauten beschäftigt. Whitson und Korsun bedienten zeitweilig die Steuerung des Stationsmanipulators. Zu den mehr als 60 Experimenten auf den Gebieten Biologie, Medizin, Physik, Technik, Strahlungsforschung und Erderkundung der 130-Tage-Mission gehörten einige neue Untersuchungen.

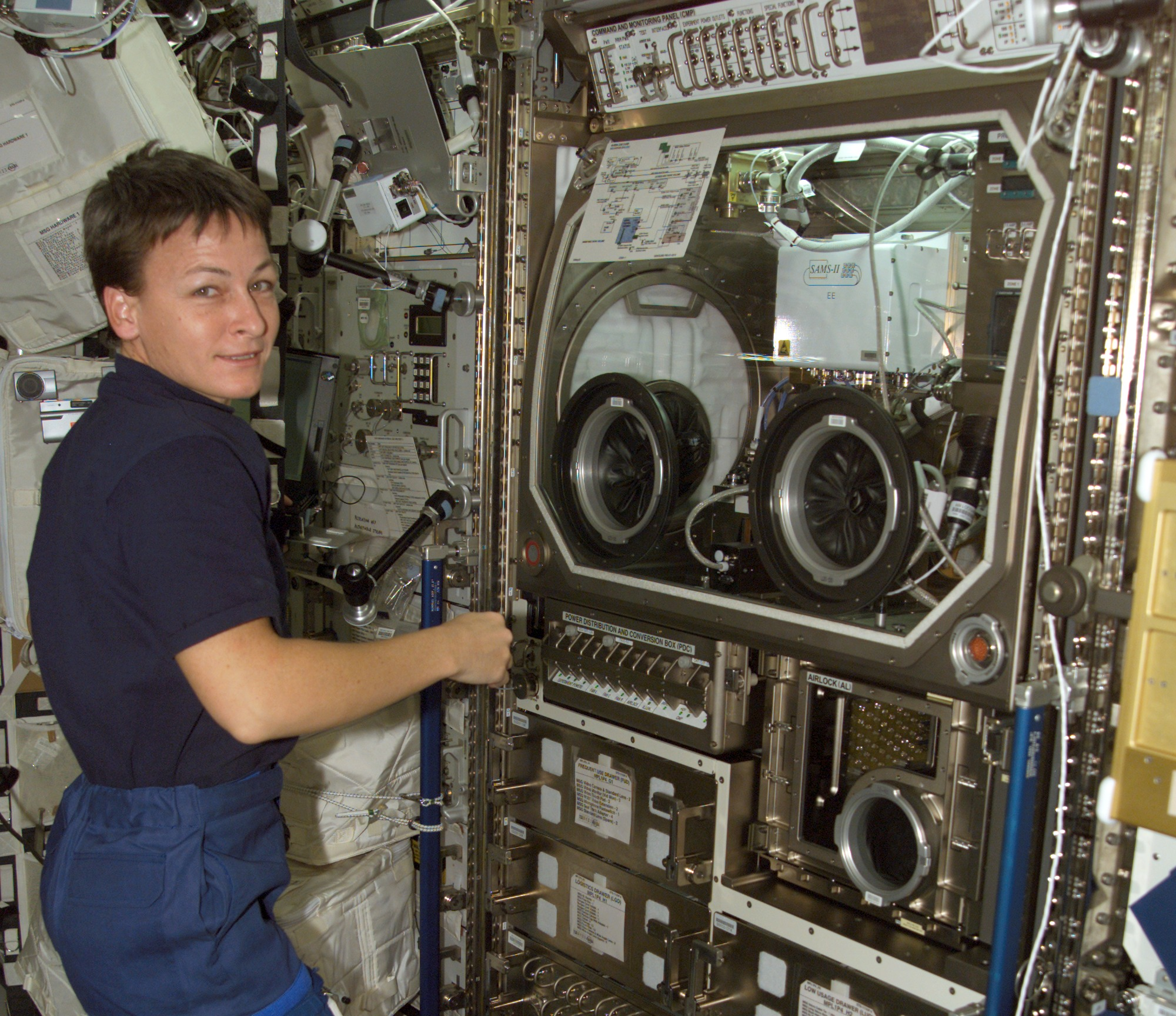
Peggy Whitson an der Microgravity Science Glovebox

Mit der Microgravity Science Glovebox (MSG) werden anspruchsvolle Forschungen zu Biotechnologie, Verbrennungsprozessen, Flüssigkeitsphysik, Grundlagenphysik oder Materialwissenschaft möglich. Die „Handschuhbox“ ist ein versiegelter Container mit einer großen Frontglasscheibe und vier Zugängen über Spezialhandschuhe. Sie verfügt über eine eigene Energieversorgung, Daten- und Kühlmittelleitungen sowie Videoüberwachung. Im Inneren können aber auch Schmelzöfen und andere Apparaturen untergebracht werden. Die MSG ist doppelt so groß wie alle bisherigen Geräte dieser Art und soll zehn Jahre genutzt werden. Mit ihrer Hilfe können die Experimentatoren im Vakuum, mit gefährlichen biologischen oder chemischen Substanzen, mit Partikeln, Gasen, Flüssigkeiten, Dampf, Rauch oder offenen Flammen arbeiten, ohne dass der Lebensraum in der Station belastet oder gefährdet wird. Die ersten beiden Experimente in der Glovebox waren physikalischer Natur. Bei Solidification Using a Baffle in Sealed Ampoules (SUBSA) wurde ein Halbleiterkristall aus Indium-Antimonid hergestellt, der mit Einschlüssen aus Tellur und Zink versehen war. Dazu befand sich ein Schmelzofen in der Box, der das Gemisch bis auf ca. 810 °C erwärmte. Bei langsamer Erstarrung (Wachstumsrate 5,4 mm/h) wächst der Kristall in eine Richtung. Die Anordnung der Tellur- und Zinkpartikel gibt Auskunft über die Bewegungen innerhalb der Schmelze. Ziel des Experiments ist eine Verbesserung der Modelle, die wir von der Kristallbildung haben. Bisher überlagern sich, auch in der Schwerelosigkeit, mehrere Effekte, die zu Unregelmäßigkeiten im Kristallaufbau führen. Da man erstmals einen transparenten Schmelzofen verwendete, konnte man die Kristallisation direkt beobachten und auf Störungen reagieren. Eine scheibenförmige Fläche in der Schmelze sollte zudem den Einfluss der kleinen Bewegungen innerhalb der Station dämpfen. Damit das Halbleitermaterial nicht mit der Wand der Schmelzampulle in Kontakt kommen konnte, hatte dieses eine besondere Form. Außerdem schwamm die Schmelze in einer isolierenden, chemisch inaktiven Flüssigkeit. Dadurch wurden auch Adhäsionskräfte minimiert und die dem eigentlichen Kristallisationsprozess innewohnenden Effekte wurden erkennbar. Von den 10 Proben, mit denen Peggy Whitson den Schmelzofen bestückte, waren 8 erfolgreich. Eine der Ampullen zerbrach. Nach sorgfältigem Einsammeln der Glasbruchstücke konnte die Versuchsserie fortgesetzt werden.
Das zweite Glovebox-Experiment wurde als Pore Formation and Mobility Investigations (PFMI) bezeichnet und beschäftigte sich ebenfalls mit Erstarrungsprozessen. Beim Erstarren von Metallschmelzen steigen in der Schwerelosigkeit kleine Gasbläschen nicht nach oben, sondern bilden porenartige Materialdefekte. Die Entstehung derartiger Poren und ihre Bewegung während des Erstarrungsprozesses soll durch die Verwendung eines transparenten und elastischen Materials erstmals beobachtet werden können. Deshalb verwendet man als Grundmaterial Bernsteinsäurenitrile (Succinonitrile) und Wasser. Auf der Erde treten Materialmängel durch mikroskopische Bläschen ebenfalls auf. Dadurch können große Schäden entstehen, beispielsweise beim Bruch einer Turbinenschaufel in einem Flugzeugtriebwerk. Die 15 Probenbehälter beim ersten Einsatz des Experiments waren zylindrisch mit einem Durchmesser von 1 cm und einer Länge von etwa 20 cm. Ein Schmelzen-Erstarren-Zyklus dauerte ca. sieben Stunden. Dabei ließen sich Temperatur und Wachstumsrate von der Erde aus steuern. Der Fortgang des Experimentes wurde durch eine Videokamera übertragen. Gemessen wurden Bläschenzahl und -größe sowie die Bewegungen und Wechselwirkungen der Bläschen untereinander.
Neue medizinisch-biologische Studien befassten sich mit der Funktion von Leberzellen in der Mikrogravitation (Experiment StelSys), Wachstum und Entwicklung verschiedener Pflanzen (PGBA/CGBA, ADVASC, Rastenija 2), der Vorbeugung negativer Auswirkungen eines längeren Aufenthaltes in der Schwerelosigkeit (Biopsy, Midodrine, Mobility, Epstein-Barr), dem Einschließen von Medikamenten in Mikrokapseln (MEPS), Modifikation und Mutation von Mikroorganismen unter dem Einfluss von Schwerelosigkeit und kosmischer Strahlung (Biorisk) sowie Veränderungen in der Regulation des Herz-Kreislauf- und Atmungssystems bei längeren Raumflügen (Pulse).
Beim Experiment StelSys (Firmenname) wurden Leberzellen in der Schwerelosigkeit gehalten. Man untersuchte ihre Fähigkeit, komplexe und oftmals für den Körper toxische Substanzen in einfachere, wasserlösliche umzuwandeln. Die Experimentieranordnung befand sich im CBOSS-Modul (Cellular Biotechnology Operations Support System), die Temperaturkontrolle wurde durch das Commercial Refrigerator Incubator Module (CRIM) gewährleistet. Regelmäßig wurden Proben aus der Zellkultur entnommen, eingefroren und in einem ARCTIC-Gefrierschrank bei −12 °C gelagert. ARCTIC kann Proben mit einer Gesamtmasse von 10,43 kg und einem Maximalvolumen von 18,97 Litern aufnehmen.
Im Plant Growth Bioprocessing Apparatus (PGBA) wurden Pflanzen der Gattung Ackerschmalwand (Arabidopsis thaliana) angebaut. Von dieser Gattung ist das Erbgut bereits seit mehreren Jahren sehr gut bekannt, so dass erbliche Veränderungen leicht identifiziert werden können. In der Schwerelosigkeit benötigen die Pflanzen weniger Lignin, das auf der Erde zum Aufbau der Zellwände dient. Ohne Schwerkraft müssen diese Stützstrukturen nicht so ausgeprägt sein. Die Pflanze ändert stattdessen ihren Stoffwechsel, kann dadurch andere, für den Menschen kommerziell oder medizinisch nützliche Substanzen produzieren. Die Forscher untersuchten, was bei diesem Wandel auf genetischer Ebene passiert. Später will man dieses Wissen nutzen, um auch auf der Erde Pflanzen in dieser Richtung zu beeinflussen. Schon heute werden bestimmte medizinische Wirkstoffe in gentechnisch veränderten Pflanzen produziert. Zwischenzeitlich entnommene Proben wurden im Commercial Generic Bioprocessing Apparatus (CGBA) eingefroren.

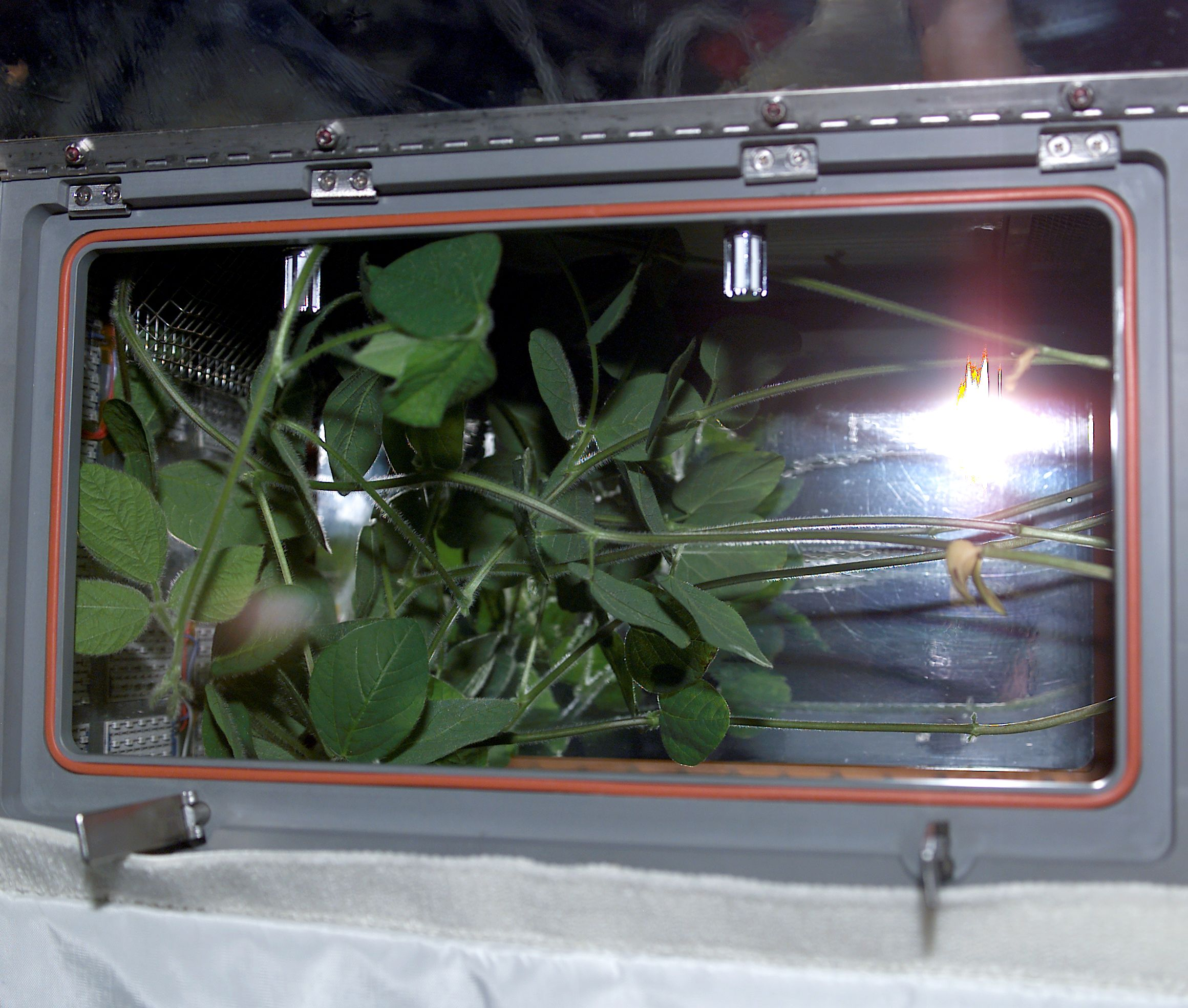
Sojabohnenpflanzen im Mini-Gewächshaus Advanced Astroculture

Im Rahmen der Forschungen im Komplex ADVanced AStroCulture (ADVASC) wurden Sojabohnen von der Aussaat bis zur Ernte neuer Samen gezüchtet. Das Saatgut wurde anschließend auf Veränderungen in seiner chemischen Zusammensetzung untersucht. Gleichzeitig sollte die Apparatur ihre Eignung für den Anbau weiterer Feldfrüchte unter Beweis stellen.

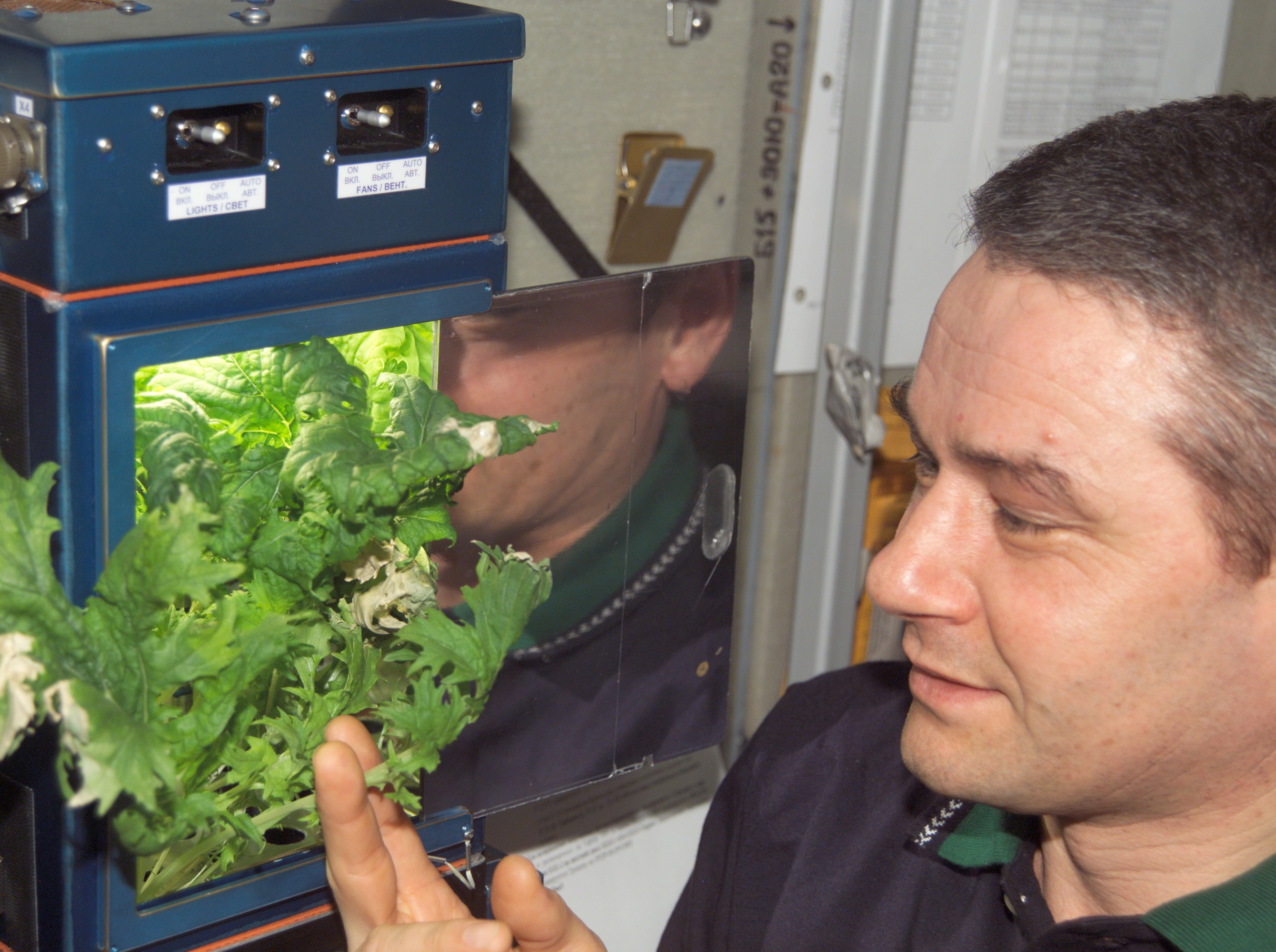
Waleri Korsun prüft das Pflanzenwachstum im Lada-Gewächshaus

Beim Experiment Rastenija 2 wurden Salatpflanzen im LADA-Gewächshaus gezogen. Salat könnte ein wichtiger Vitaminlieferant im Weltraum sein. Von Interesse war auch hier der Einfluss der Schwerelosigkeit auf Wachstum und Entwicklung der Pflanzen. Untersucht wurden aber auch die Funktionalität des Gewächshauses, die Widerstandsfähigkeit und die Anpassung an die außergewöhnlichen Bedingungen im Weltraum (Mikrogravitation, Strahlung) und die Ethylenkonzentration im russischen Segment der ISS.
Im Rahmen des Experimentes Biopsy wurde den Raumfahrern vor und nach dem Flug Gewebe aus der Wadenmuskulatur entnommen. Dadurch lassen sich die Auswirkungen eines Aufenthaltes in der Schwerelosigkeit besonders genau untersuchen.
Midodrine ist ein neues Medikament, das bei Raumfahrern eingesetzt werden soll, um den Verlust des Venen-Arterien-Reflexes zu vermeiden. Auf der Erde sorgt dieser Reflex dafür, dass sich kleine Blutgefäße kurzzeitig zusammenziehen, so dass der Gesamtblutdruck im Körper aufrechterhalten wird. Bei Verlust dieses Reflexes kann es beim Aufstehen dazu kommen, dass der betreffenden Person schwarz vor Augen wird. Diese so genannte orthostatische Hypotension kann bis zur Ohnmacht führen. Raumfahrer erleben nach ihrer Rückkehr oft Schwierigkeiten beim Gehen, weil sich das Gehirn erst wieder an die Bewegung unter dem Einfluss der Schwerkraft gewöhnen muss.
Bei Mobility wurden Tests vorgenommen, mit denen man herausfinden kann, wie ein körperliches Training während des Raumfluges gestaltet werden muss, um die Wiederanpassung an die Schwerkraft zu erleichtern. Gearbeitet wurde dabei vor allem mit dem Laufband. Als dieses allerdings aufgrund eines Defektes ausfiel, wich man auf andere Trainingsgeräte aus.
Etwa 90 % aller Erwachsenen tragen das Epstein-Barr-Virus (EBV) in ihrem Körper. Normalerweise bleibt es inaktiv. In der Schwerelosigkeit reaktiviert es sich jedoch oft und kann zu Beeinträchtigungen führen. Über Blut- und Urinproben will man dem Mechanismus dieser Reaktivierung auf die Schliche kommen.
Hartnäckige Infektionen und vor allem Tumore sind meist örtlich begrenzte Erkrankungen. Der Einsatz von Medikamenten sollte demnach lokal und langfristig dosiert erfolgen. Dazu verwendet man heute mikroskopisch kleine Kapseln, die einen Wirkstoff enthalten und diesen langsam abgeben. Die Kapseln selbst zersetzen sich nach einer bestimmten Zeit. Produziert man sie im Weltraum, bekommen sie eine ideal runde Form. Dies geschah im Microencapsulation Electrostatic Processing System (MEPS). Hier wurden sogar zwei Medikamente in mehrlagigen Mikrokapseln eingeschlossen. Außerdem experimentierte man mit dem Einschluss magnetischer Partikel, wodurch die Kapseln im Körper des Menschen durch ein äußeres Magnetfeld gezielt zum Zerplatzen gebracht werden können. Dabei werden die Medikamente konzentriert in einer bestimmten Körperregion in hoher Dosis wirksam, während sie den restlichen Körper nicht belasten. Da dieses Experiment möglichst wenig von den Bewegungen der Raumfahrer in der Station beeinflusst werden sollte, war es im Express-Rack 3 auf einer schwingungsdämpfenden ARIS-Plattform untergebracht. Bei mehreren Versuchsserien wurden Antikrebsmedikamente (Sauerstoffradikale) eingekapselt. Diese lassen sich auf der Erde gezielt durch infrarote Strahlung, starke Magnetfelder oder elektrostatische Felder freisetzen. In einem weiteren Versuch wurde Erbsubstanz gentechnisch veränderter Bakterien (Escherichia coli) verwendet.
Biorisk hatte den Einfluss des Weltraumes auf die Lebensfähigkeit von Bakterien und Pilzen als Untersuchungsgegenstand. Zum einen lagern sich Bakterien- und Pilzkolonien an unzugänglichen Stellen an und können dort langfristig Materialschäden verursachen. Zum anderen sind sie ein natürlicher Bestandteil unserer Umwelt und oftmals unverzichtbar. Von Interesse war für die Forscher der Einfluss der Sonnenaktivität auf Modifikationen und Mutationen sowie die Entwicklung von Resistenzen und Aggressivität. Gleichzeitig sollte aber auch abgeschätzt werden, inwiefern nützliche Bakterien bei einem längeren Aufenthalt im Weltraum lebensfähig bleiben.
Bei Pulse wurde die autonome Regulation des kardiorespiratorischen Systems bei längeren Aufenthalten in der Schwerelosigkeit erforscht. Dazu wurden EKG, Sphygmogramm (Pulsfrequenz), Pneumotachogramm (Atemfrequenz), Pumpvolumen und Atemvolumen aufgezeichnet.
Ein ebenfalls neues Experiment diente der Erprobung des multifunktionalen Gerätekomplexes Skorpion zur automatischen Erfassung der wichtigsten Umgebungsparameter in der Station. Dazu gehören Beschleunigungswerte, elektromagnetische Felder, Strahlungswerte und klimatische Bedingungen (Temperatur, Luftdruck, Luftzusammensetzung, Luftfeuchtigkeit).
Außenbords angebracht wurde außerdem das Experiment Platan. Die Apparatur war etwa ein Jahr im Einsatz und erfasste langsame Eisenkerne solaren oder galaktischen Ursprungs mit Energien von 30 bis 200 MeV sowie Mikropartikel in der Umgebung der Station.
Selbstverständlich wurde eine Vielzahl laufender Experimente fortgeführt. Dazu gehörten die Untersuchung von Veränderungen der Lungenfunktion (Pulmonary Functions in Flight), das Ausfüllen von Fragebögen zur Zusammenarbeit innerhalb der Crew und mit dem Bodenpersonal (Crew Interaction), die Beobachtung natürlicher und vom Menschen verursachter Phänomene auf der Erde und in der Erdatmosphäre (Crew Earth Observation, Uragan, Molnija SM), die Messung der Strahlenbelastung innerhalb und außerhalb der Station (EVA Radiation Monitoring, BraDoz), die Erfassung von minimalen Beschleunigungen, die durch Bewegungen der Raumfahrer, Bahnmanöver oder Kopplungen verursacht werden (MAMS, SAMS, Izgib), Studien zum erhöhten Nierensteinrisiko (Renal Stone Risk) sowie zum Muskel- und Knochenverlust bei Langzeitaufenthalten im Weltraum (Bone Loss, Profilaktika, MION, Isokinez, Tendometrija), Auswirkungen der Schwerelosigkeit auf den Venen-Arterien-Reflex (Xenon 1), die Analyse von Triebwerksabgasen und die Dynamik von Partikeln der Triebwerksdüsen (Relaksatsija, Kromka), die Volumenbestimmung intra- und interzellulärer Körperflüssigkeiten (Sprut MBI), die Untersuchung gesundheitlich bedeutsamer Veränderungen im Mundraum (Paradont), die Überprüfung der Effizienz von Medikamenten (Farma), die Aufzeichnung von Veränderungen der Herzaktivität bei Belastung (Kardio-ODNT), die Erarbeitung von Vorhersagen für Strahlenbelastungen (Prognoz), die Dokumentation bioproduktiver Zonen der Weltmeere (Diatomeja), die Abschätzung der zu erwartenden Erosion der Außenhaut der Station (Meteoroid), die Messung der verschiedenen Bahnparameter der Station (Tenzor, Vektor T), die Bestimmung langfristiger Formveränderungen der Station (Priviazka), die Messung magnetischer Interferenzen innerhalb der Station und deren Einfluss auf laufende Experimente (Iskazhenije), das Verhalten von Partikelwolken in dünnen Plasmen (Plasma Kristall Experiment), die Erprobung eines kommerziellen, globalen Zeitsystems (Global Time System), die Produktion einer Vielzahl sehr reiner Protein- und Zeolitkristalle (Protein Crystal Growth-Single Thermal Enclosure System DCAM / PCAM, Zeolite Crystal Growth) oder die Registrierung von Partikeleinschlägen und deren Auswirkungen auf verschiedene Testmaterialien (HPAC, SEED).

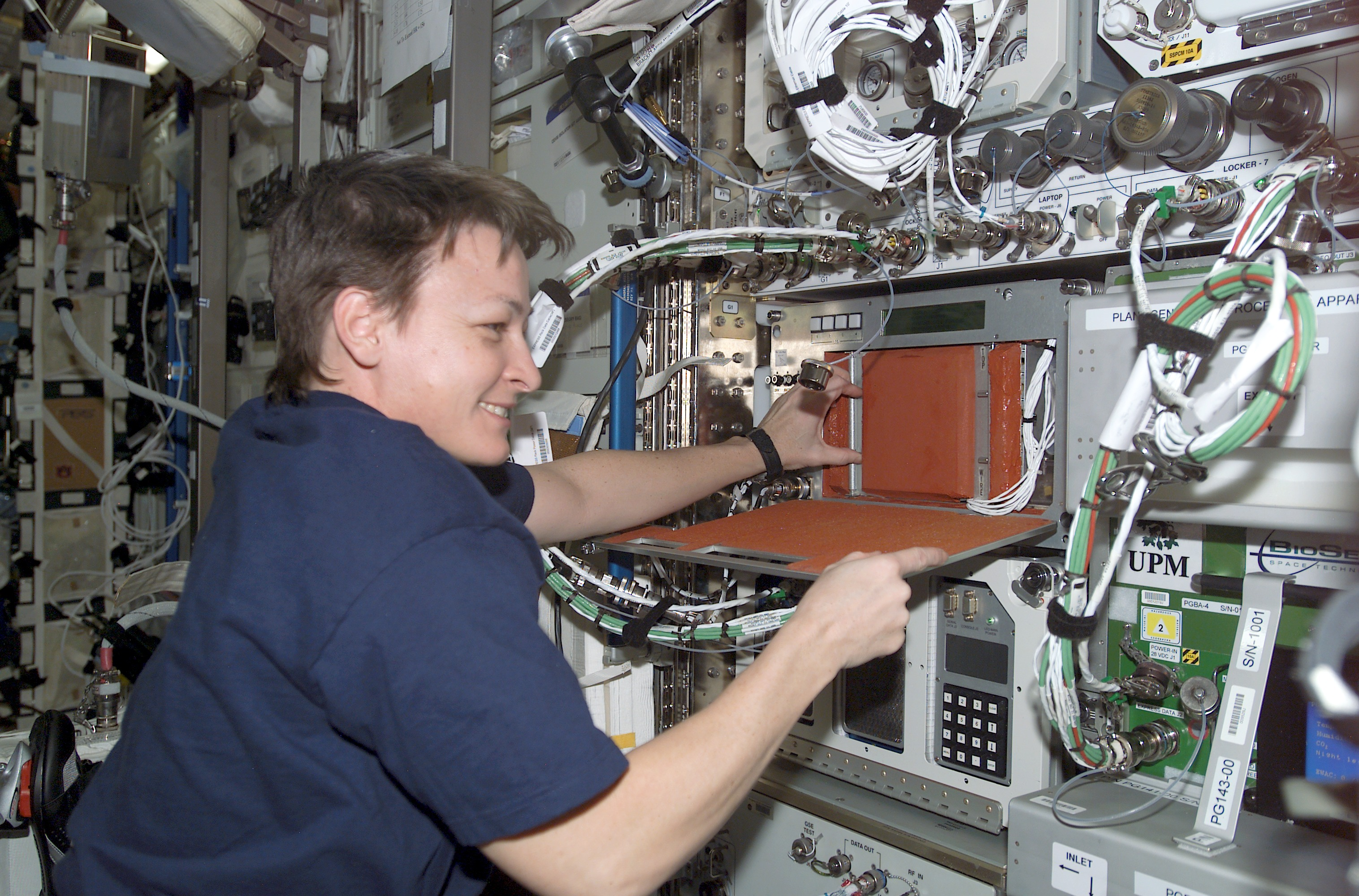
Peggy Whitson arbeitet am Experiment PCG-STES

Viel Zeit zum Eingewöhnen blieb der Expedition-5-Crew nicht. Wartungsarbeiten wurden ausgeführt, Materialien ausgepackt und die ersten Experimente aktiviert. Eine Versuchsserie zur Proteinkristallisation begann am 9. Juni (PCG-STES), das Wachstum der Sojapflanzen in ADVASC am 11. Juni und die Versuche mit Leberzellen am 18. Juni (StelSys). Dazu wurden die Zellen nach dem Auftauen in eine Nährlösung gegeben und in einem Inkubator platziert. Dieser befindet sich im Biotechnology Specimen Temperatur Controller (BSTC). Hier begannen die Kulturen, sich bei kontrollierter Temperatur zu vermehren. Nach zwei Stunden wurden die Proben entnommen, konserviert, fotografiert und in einem Gefrierschrank deponiert. Nach der Reinigung der Wachstumskammer mit Kohlendioxid wurde die nächste Probe vorbereitet. Bei jeder neuen Probe wurde das Wachstum über einen längeren Zeitraum zugelassen (6, 24 und 48 Stunden). Nach vier Tagen war das Experiment bereits abgeschlossen.
Am 24. Juni wurde das Express-Rack 2 mit dem Zeolite Crystal Growth Experiment nach dem Austausch einer Festplatte im Steuerungscomputer reaktiviert. Zeolithe sind wabenförmige Kristalle, die in ihrem Inneren Flüssigkeiten oder Gase einschließen, die sie bei Erwärmung oder Drucksenkung wieder abgeben. In der Schwerelosigkeit hergestellte Zeolithe sind größer und reiner als irdische. Um den Einfluss von Störungen so gering wie möglich zu halten, ist der Schmelzofen auf einer schwingungsgedämpften Plattform ARIS montiert. Die erste Versuchsserie dauerte 15 Tage.
Ebenfalls zum Programm gehörten Forschungen zur Interaktion der Crewmitglieder, Lungenfunktionstests (PuFF), das tägliche Fitnesstraining der Raumfahrer mit Expandern, auf dem Ergometer oder dem Laufband sowie die Beobachtung und Dokumentation natürlicher und vom Menschen verursachter Phänomene auf der Erde (Crew Earth Observation). Beobachtungsziele waren unter anderem Vegetationszonen in Somalia, das Amazonas-Delta, Riffe und Lagunen des Tuamotu-Archipels, die Luftqualität über Italien, Andengletscher, Eisberge im Sankt-Lorenz-Strom sowie Großfeuer in Arizona und Colorado.
Am 25. Juni wurde das mit Abfall beladene, unbemannte Transportraumschiff Progress-M1 8 von der Station abgekoppelt. Einen Tag später startete mit Progress-M 46 der nächste Frachter und koppelte am 29. Juni am Heck der Station an. Mit ihm wurden 2,3 Tonnen Fracht geliefert. Davon sind 825 kg Treibstoff, 50 kg Sauerstoff und 1455 kg Versorgungsgüter, Ausrüstungsgegenstände und Experimentiermaterial.
Ein weiterer wichtiger Programmpunkt war ein kompletter Funktionstest des Manipulatorsystems und der mobilen Basis. Der Manipulator wurde dazu nacheinander an alle vier Versorgungspunkte der mobilen Plattform angekoppelt und es wurde ein Testprogramm absolviert. Außerdem probten Korsun und Whitson mehrfach den Bewegungsablauf für die Montage des zweiten Elementes der Hauptgitterstruktur (Integrated Truss Structure), das im Oktober mit dem Space Shuttle Atlantis auf der Station eintraf.
Reparaturarbeiten betrafen den Datenrekorder MCOR (Elektronik gewechselt), einen Rauchsensor in Destiny (ausgetauscht), eine Batterieladeeinheit im Ausstiegsmodul Quest (ausgetauscht) und das Kohlendioxidabsorbersystem im US-Labormodul. Hier wurde zunächst ein Absorberbett gewechselt. Als dies nicht den gewünschten Erfolg brachte, machte man sich auf die Suche nach einem Leck in den Zuleitungen. Peggy Whitson konnte es am 16. September aufspüren und abdichten. Der Defekt in einem der beiden Absorber in Destiny war bereits kurz nach dem Start des Labormoduls im Februar 2001 festgestellt worden. Ein baugleiches Zweitgerät und ein Absorber im russischen Servicemodul sorgten aber dafür, dass die Kohlendioxidkonzentration immer im normalen Bereich blieb. Nicht erfolgreich dagegen war ein Versuch, die automatische Einheit beim Sauerstoffgenerator ELEKTRON im Servicemodul Swesda zu reaktivieren. So baute man erneut die manuell zu steuernde Einheit ein.
Neben dem Betreuen der Experimente, den Reparaturen und zwei Stunden Sport täglich wurden von den Raumfahrern auch reguläre Wartungsarbeiten ausgeführt. Dazu gehörten das Aufladen von Batterien (Messgeräte, Raumanzüge) und der Austausch einer Energieverteilereinheit im Labormodul. Außerdem wurden mehrfach Notfallübungen durchgeführt. Dabei wurde sowohl das Verhalten bei medizinischen Notfällen als auch bei technischen Problemen bis hin zum Brand oder zur Dekompression trainiert. Erstmals wurden auch Ultraschallbilder des Körpers von Peggy Whitson zu diagnostischen Zwecken an ein Ärzteteam auf der Erde übermittelt.
In Vorbereitung auf die beiden Ausstiege wurden regelmäßig Lungenfunktionstests vorgenommen. Bei Außenbordmanövern atmen die Raumfahrer ein verändertes Luftgemisch bei vermindertem Druck (russische Raumanzüge: ca. 390 hPa, amerikanische Raumanzüge: ca. 300 hPa). Ob dabei bleibende Schäden auftreten, ist bisher nicht bekannt. Deshalb werden Lungenfunktionstests jetzt auch bei Langzeitaufenthalten in der Schwerelosigkeit durchgeführt, insbesondere kurz vor und nach Außenbordaktivitäten. Den ersten Ausstieg absolvierten Korsun und Whitson am 16. August (4:25 h). Dabei installierten sie sechs Schutzschilde gegen Triebwerksabgase und Staubpartikel am Modul Swesda. Am 26. August arbeiteten Korsun und Treschtschow für 5 Stunden und 21 Minuten im All. Dabei tauschten sie einen Teil eines japanischen Materialexperimentes aus (HPAC/SEED), installierten ein weiteres russisches Materialexperiment (PLATAN), befestigten mehrere Halterungen und montierten zwei weitere Antennen für ein Amateurfunksystem. Beide Ausstiege wurden vom russischen Kopplungsmodul Pirs aus durchgeführt.
Am 24. September koppelte das unbemannte Transportraumschiff Progress-M 46 vom Heck der Station ab und verglühte wenig später in dichten Schichten der Erdatmosphäre. Zuvor war es mehrfach dafür benutzt worden, die Bahn der Station um insgesamt etwa zehn Kilometer anzuheben. Einen Tag später startete der nächste Frachter, Progress-M1 9, und dockte am 29. September automatisch an. Mit ihm kamen 2,6 t Treibstoff, Lebensmittel, Ausrüstungsgegenstände und Experimente zur Station. Am 2. Oktober wurde wegen des Wirbelsturmes Lili nicht nur der Start der Raumfähre Atlantis verschoben, sondern auch das Kontrollzentrum in Houston für knapp zwei Tage abgeschaltet. Die wichtigsten Operationen der NASA wurden während dieser Zeit von einem „Backup“-Kontrollzentrum bei Moskau aus geleitet. Sicherheitshalber wurden aber die großen Solarzellenpaneele der Station in einer festen Position verankert. Dadurch konnte nicht mehr die volle Energiemenge zur Verfügung gestellt werden, weshalb mehrere Geräte abgeschaltet wurden. Nach erfolgreicher Reaktivierung startete die Atlantis am 7. Oktober zur Station. Mit ihr kamen Versorgungsgüter, Experimentiermaterialien und Ausrüstungsgegenstände. Außerdem wurde am 10. Oktober das zweite Element der zentralen Gitterstruktur an der Station montiert. Während dreier Ausstiege wurden Energie-, Daten- und Kühlmittelleitungen installiert, zudem wurde eine zusätzliche Antenne montiert und ein Handkarren einsatzbereit gemacht. Außerdem wurde das Laufbandergometer im Modul Swesda repariert. Die Atlantis koppelte am 17. Oktober von der ISS ab und kehrte zur Erde zurück. Anschließend wurden weitere materialwissenschaftliche und medizinische Experimente durchgeführt. Sie betrafen das Wachstum von Zeolithkristallen, Untersuchungen zur Entstehung und Verteilung von Hohlräumen beim Erstarren verschiedener, transparenter Materialien sowie Lungenfunktionstests und psychologische Forschungen. Außerdem wurden interessante Phänomene auf der Erde beobachtet und fotografiert.
Am 1. November koppelte das zwei Tage zuvor gestartete Raumschiff Sojus TMA-1 am Modul Pirs mit der Station. Während des fast neuntägigen gemeinsamen Fluges standen vor allem wissenschaftliche Experimente auf dem Programm. So wurden Untersuchungen zur Lärmbelastung innerhalb der Station, zum Wasser-Salz-Haushalt des menschlichen Körpers und zu dessen hormoneller Steuerung, zu optischen Phänomenen in der Atmosphäre, zur Erarbeitung von Sicherheitskonzepten, zur Vorhersage von Katastrophen auf der Erde, zur Kartografierung biologisch produktiver Gebiete der Weltmeere, zu Auswirkungen der Schwerelosigkeit auf die Aktivität eines Vitamins, zu funktionalen Veränderungen im Energiestoffwechsel des Menschen, zu Auswirkungen schwerer Teilchenstrahlung auf lebendes Gewebe, zum Einfluss des Weltraumes auf Beweglichkeit und Erbsubstanz von Bakterien, zum Wachstum von Proteinkristallen, zu Veränderungen im Herzgefäßsystem des Menschen in der Schwerelosigkeit, zum Zusammenspiel von optischen und Bewegungsreizen auf die räumliche Orientierung des Menschen, zu Veränderungen in der Nervenaktivität, zur Häufigkeit der Reaktivierung latenter Viren, zu Effekten von Raumflügen auf den Schlaf, zu Bewegungen innerhalb von temperaturkonstanten Mischungen aus zwei bzw. drei verschiedenen Stoffkomponenten, zur Selbstorganisation von Nanostrukturen aus Zeolithkristallen, zur Verbindung und Bewegung von Nanopartikeln und zum Ablauf von Verbrennungsprozessen durchgeführt. Schließlich wurde ein ARIS-Vibrationsdämpfungssystem in Express-Rack 3 installiert.
Bis zur Ankunft der Endeavour am 26. November wurde mit dem Stationsmanipulator das Andocken des dritten Gitterstrukturelements P1 trainiert, es wurden Vorbereitungen für die Außenbordarbeiten zweier Shuttle-Astronauten getroffen, Wartungsarbeiten ausgeführt und Materialien für den Rücktransport zur Erde vorbereitet.

## Außenbordeinsätze
Die fünfte ISS-Expedition hat insgesamt zwei Außenbordeinsätze im Laufe der Mission durchgeführt. In Summe war die Mannschaft neun Stunden und 46 Minuten außerhalb der Station.